# Реал Мадрид
«Реа́л Мадри́д» (ісп. Real Madrid Club de Fútbol) — іспанський футбольний клуб із Мадрида, заснований 6 березня 1902 року. Один із найвідоміших і найсильніших клубів Іспанії та світу. Найкращий футбольний клуб XX століття за версією ФІФА.

## Історія

### Перші роки (1902—1945)
Точної дати створення професійного колективу, на базі якого був потім заснований футбольний клуб, немає. Але в архівах клубу йде посилання на 6 березня 1902 року.
Тоді в Мадриді жив заможний бізнесмен Падрос. Він мав синів, які обожнювали футбол, навіть інколи самі брали участь у грі. Тому в один день у синів з'явилася думка стосовно створення на основі аматорської молодіжної команди, яка тоді мала назву — Madrid Foot Ball Club, власного професійного клубу. Все це здйснилося за рахунок їхнього батька Падроса.
Прабатьком футбольної команди прийнято вважати клуб колишніх студентів та іноземних представників (здебільшого англійців) — «Foot-Ball Sky». Вони з 1897 року ганяли шкіряного м'яча на вільних ділянках, збираючи довкола охочих глядачів та охочих, які бажали брати участь з ними.
Команда мала підпільний статус і не була офіційно зареєстрована, тому що її засновники не розуміли необхідності проведення юридичної процедури оформлення клубу, оскільки просування нового виду спорту під назвою «foot-ball» тоді не мало жодного сенсу.
Ситуація координально змінюється у 1900 році, коли, через різні погляди на майбутнє, команду залишив один з її лідерів — Хуліан Паласьос. Він заснував нову організацію, до якої з часом почали приєднуватися колишні гравці команди «Foot-Ball Sky». Так новими гравцями стали: Варела, Мендіа, брати Падрос, Мелендес, брати Хіральт та інші. Саме вони заклали фундамент, для майбутнього гранду світового футболу — Реал Мадрид. Своєю чергою, втрата більшості гравців команди «Foot-Ball Sky», стало причиною її ліквідації.
Тодішні гравці та функціонери клубу базувалися на полі «Campo de Estrada», яке отримало свою назву в честь мармурника Естради, який в той час жив та працював поряд, оскільки неподалік знаходилася його майстерня та магазин.
Трохи з часом, команда переїхала на нове поле, яке знаходилося на «Avenida de la Plaza de Toros». Але був нюанс. Тоді ця земля знаходилася на праві приватної власності в королеві Марії-Крістіні, а тому, щоб користуватися цим полем, потрібно було платити оренду, в розмірі 150 песет на рік (якщо переводити на сучасні гроші, то це близько одного долара за нинішнім курсом). Перевдягалися члени команди неподалік від поля, а саме в таверні «La Taurina». Для цього, господар закладу, сеньйор Марроном, виділив у своїй таверні невеликий куточок, спеціально для них. Саме це місто згадується в історії клубу, як перша роздягальня, і зі слів тодішніх гравців, воно мало один великий недолік — між таверною та клубом знаходилися трамвайні шляхи, тому гравцям потрібно було постійно їх перебігати, щоб дістатися поля.
Тоді в столиці існувало кілька любительських команд, а гравці вільно переходили з одного клубу до іншого. У 1902 році в Мадриді проходить турнір на честь коронації Альфонсо XIII. У змаганнях брали участь 5 команд — «Мадрид», «New Foot Ball Club» (ще одна столична команда), «Барселона», «Еспаньйол» (Барселона) і «Атлетік» (Більбао). «Мадрид» у піфіналі поступився 1:3 «Барселоні» і переміг «Еспаньйол» в матчі за 3-тє місце. А переможцем турніру став «Атлетік». Згодом турнір отримав сучасну назву «Копа дель Рей», та його перший розіграш вважають першим Кубком Іспанії з футболу. У другому розіграші «Мадрид» програв фінал баскському «Атлетіку». У 1905—1908 рр. мадридська команда здобула Кубок чотири рази поспіль, а 1909 р. за молодіжну команду «Мадрида» почав виступати 14-річний Сантьяго Бернабеу — майбутній президент клубу.
Король Альфонс XIII у 1920 р. дозволив додати до назви команди титульне слово Real («королівський»). Саме така назва клубу відома всім вболівальникам футболу по всьому світі. «Реал» був одним з ініціаторів створення національного чемпіонату.
Перший чемпіонат Іспанії був проведений з лютого по червень 1929 р., у якому «Реал» посів 2 місце. Тодішнім чемпіоном стала «Барселона». Наступного сезону (1929/30) клуб посів 5-е місце серед 10 команд, що брали участь. Для амбітного керівництва це було незадовільним результатом. Саме поганий результат став причиною зміни президента, натомість головним тренером команди почав працювати угорець Ліппо Гертцка (проте в ті роки тренери працювали в «Реалі» недовго — переважно 1-2 роки). Мадридці придбали декілька сильних та відомих футболістів: одного з найкращих воротарів Європи Рікардо Самору, захисника Хасінто Кінкосеса та інсайда Луїса Регейро. Усіх вони запрошувалися до збірної Іспанії. «Реал» став відомим завдяки найкращому захисту в Іспанії. Самора став кумиром для шанувальників «вершкових». У сезоні 1931/32 команда не програла жодного матчу (з 18), а на своєму полі пропустила лише 4 м'ячі. «Реал» уперше став чемпіоном Іспанії. У чотирьох наступних сезонах мадридці жодного разу не опустилися нижче 2-го місця (1 титул чемпіонів, тричі 2-ге місце) і двічі здобули Кубок Іспанії. У 1936 році почалась громадянська війна.
У 1939 році збройні сутички припинились — в Іспанії встановили режим генерала Франко. Клубний стадіон «Чамартін» майже повністю зруйнували повітряні бомбардування. Арену швидко відбудували, але з довоєнного складу залишилося тільки кілька гравців. Нова влада дещо симпатизувала мадридському «Атлетіко» (йому присвоїли нову, армійську наву «Атлетіко Авіасьйон»), що й виграв 3 з перших 4 післявоєнних чемпіонатів. «Реал» на початку та в середині сорокових виступав дуже нестабільно: 4, 6, 2, 10, 7, 2 місця за період з 1940 до 1945 року.

### Епоха Сантьяго Бернабеу (1945—1978)
У 1945 р. президентом клубу став Сантьяго Бернабеу — людина, яка розпочала нову епоху в історії «Реала». Він почав перетворювати клуб на бізнес-структуру, яка зможе давати великі прибутки та досягне значних спортивних результатів.
До середини 1950-х років, коли в Європі вирішили створити континентальну федерацію футболу, яке налагодило б регулярне проведення змагань як клубних, так і національних команд, мадридський «Реал» не був головним авторитетом в Іспанії. Однак саме «Реал» виграв першість 1954/55, завдяки чому став першим іспанським делегатом в Кубку європейських чемпіонів. З того моменту «Реал» утвердився на європейській вершині на п'ять років. Успіхи на міжнародній арені супроводжували й перемоги у внутрішньому чемпіонаті, яких в період з 1954 по 1969 рік було 12. Протягом півтора десятка років виходило так, що якщо мадридці й поступалися вдома першістю, то обов'язково вигравали Кубок чемпіонів. Таким чином, вони постійно брали участь в найпрестижнішому європейському турнірі впродовж 15 років поспіль, вперше не потрапивши до нього лише в 1970 році. У ту золоту епоху в «Реалі» сяяли натуралізований аргентинець Альфредо Ді Стефано (найкращий футболіст Європи 1957 і 1959 років), француз Раймон Копа (володар «Золотого м'яча» 1958 року), угорець Ференц Пушкаш, Франсіско Хенто — шестиразовий володар Кубка чемпіонів. У середині 1960-х років компанію «довгожителеві» Хенто становили Хосе Сантамарія, Амансіо, Піррі.
Поступово після завершення кар'єри гравців ветеранів команди, переможні традиції в Європі було втрачено. 2 липня 1978 року під час проведення чемпіонату світу в Аргентині помер президент клубу Сантьяго Бернабеу. ФІФА у зв'язку з цим оголосив триденну жалобу. Наступного року клуб організував перший Кубок Сантьяго Бернабеу на згадку про свого колишнього президента.

### Епоха La Quinta del Buitre (1980—2000)
У 1978 році «Реал» придбав Улі Штіліке і Хуаніто, які, попри несхожість ігрової манери, на довгі роки стануть ідолами мадридських уболівальників. 4 червня 1980 року мадридці перемогли у фіналі Кубка країни, розгромивши «Кастілью» 6:1. Наступного року «Реал» знову нагадав про себе Європі, вийшовши у фінал Кубка європейських чемпіонів. Однак в матчі з «Ліверпулем» мадридці, керовані Вуядином Бошковим поступилися з рахунком 0:1. У грудні 1983 року тренером «Реала» став Альфредо ді Стефано, а команду поповнили Мартін Васкес, Мічел, Санчіс і Еміліо Бутрагеньйо, який зовсім скоро став одним із символів команди. Уже в першій грі за «королівський» клуб Бутрагеньйо відзначився двічі й приніс перемогу мадридцям в матчі проти «Кадіса».
24 травня 1985 року посаду президента обійняв Рамон Мендоса, чиє правління відзначено здобуттям чергових єврокубків. У 1985 і 1986 роках мадридці завойовували Кубок УЄФА, обігравши в фінальних матчах «Відеотон» і «Кельн». На своєму полі «Реал» виступав особливо натхненно: здавалося, його гравцям під силу відігратися за будь-якого рахунку. Одного разу їм вдалося зробити й зовсім щось неймовірне: програвши менхенгладбаській «Боруссії» з рахунком 1:5, мадридці провели на «Сантьяго Бернабеу» чотири м'ячі й вийшли до наступного раунду.
Після кількох невдалих сезонів пост головного тренера «Реала» обійняв Хорхе Вальдано, який до цього досить вдало попрацював в «Тенерифе». Наставник довірив місце в основному складі Редондо, Лаудрупу, Амавіска, Кіке Флорес.
8 січня 1995 року команда Вальдано знищила своїх головних суперників з «Барселони», перемігши в матчі чемпіонату з рахунком 5:0, а згодом завоювала чемпіонський титул. Однак наступний сезон «Реал» провалив, і місце на тренерському містку в липні 1996 року обійняв знаменитий італієць Фабіо Капелло. Помітно оновився і склад команди, в яку влилися Зеєдорф, Міятович і Роберто Карлос. Для перемоги в чемпіонаті команді Капелло вистачило одного сезону. У травні 1998 року «Реал» всьоме завойовав Кубок чемпіонів, перемігши у вирішальному матчі «Ювентус» (1:0), а через кілька місяців виграв і Міжконтинентальний кубок у «Васко да Гами».
Після невдалого сезону 1998/99 керівництво «Реала» вирішило довірити пост головного тренера Вісенте дель Боске і не прогадало: клуб увосьме здобув Кубок чемпіонів, обігравши в фінальному матчі «Валенсію» (3:0). Відмінно проявив себе Рауль, який став справжнім лідером команди. У 2001 році «Реал» здобув 28-й титул чемпіона країни.

### Галактікос (2000—2009)
Флорентіно Перес
Новим президентом був обраний амбітний Флорентіно Перес (замінив на цьому посту Лоренсо Санса), який вирішив зібрати в «Реалі» всіх найкращих футболістів планети. Свою діяльність Перес почав з покупки португальця Луїша Фігу у «Барселони» за рекордні 71 млн євро. Через рік до лав «Реала» влився Зінедін Зідан, за якого заплатили «Ювентусу» ще більше — 75 мільйонів. Ще через рік з «Інтера» прибув Роналдо, влітку 2003 року — Девід Бекхем, у 2004 — Майкл Оуен. Таким чином, у сезоні 2004/05 разом грали чотири футболісти, володарі різних років «Золотого м'яча»: Роналдо (1997 і 2002), Зідан (1998), Фігу (2000), Оуен (2001). Це зібрання зірок стали називати «Галактікос». За п'ять з гаком років правління Переса (він склав повноваження в лютому 2006 року) «Реал» двічі ставав чемпіоном Іспанії й лише раз виграв Лігу чемпіонів УЄФА (в сезоні 2001/02).
Рамон Кальдерон
Після Флорентіно Переса президентом Реала був обраний Рамон Кальдерон, стиль керівництва якого відрізнявся від стилю попередника. Кальдерон не ставив собі за мету покупку найкращих гравців, хоча його передвиборчою обіцянкою була покупка Кріштіану Роналду і Кака, що у нього так і не вийшло. Насамперед новий президент взявся за чистку й омолодження складу, який в той час переживав не найкращі часи. За час президентства Кальдерона були продані Бекхем, Роберто Карлос, Робінью, Роналдо, тобто вся «спадщина» Переса, хоча за часів правління Кальдерона були зроблені вдалі покупки: Руд ван Ністелро, Фабіо Каннаваро, Гонсало Ігуаїн, Веслі Снейдер, Пепе. Але головним стала зміна головного тренера: ним знову став Фабіо Капелло, сильний і незалежний фахівець. Перший же сезон приніс «вершковим» перемогу в Прімері, але в Лізі чемпіонів команда знову програла в 1/8 фіналу, поступившись за сумою двох зустрічей мюнхенській «Баварії» (загальний рахунок — 4:4). Після закінчення першого сезону, попри перший за останні чотири роки титул чемпіона Іспанії, керівництво «Реала» звільнило італійського тренера, мотивуючи це рішення «невиразною грою команди». Місце головного тренера було віддано німецькому фахівцеві й тренеру «Хетафе» Бернду Шустеру. З німцем «білі» завоювали Суперкубок і перемогли в чемпіонаті Іспанії, який був виграний достроково. Тому в «Ель Класико» (рахунок — 4:1), який проходив на «Сантьяго Бернабеу», за іспанською традицією гравці «Барселони» були змушені вітати дострокових чемпіонів «живим» коридором і оплесками. Однак у Лізі чемпіонів прогресу все також не спостерігалося. «Вершкові» вибули на стадії 1/8 фіналу.
У 2009 році через скандал з підтасовуванням голосів на виборах 2006 року Рамон Кальдерон подав у відставку. За чотири роки правління Кальдерона «Реал» двічі поспіль ставав чемпіоном Іспанії й один раз брав Суперкубок.

### Сучасність (2009— до сьогодні)
1 червня 2009 року Флорентіно Перес знову став президентом «Реала», причому без голосування, оскільки всі конкуренти зняли свої кандидатури. Після свого повернення Перес почав відтворювати абсолютно новий «галактікос». Для початку в команді відбулися зміни в керівництві: радником президента став колишній гравець «Реала» Зінедін Зідан. 9 червня після тривалих перемовин до «Реалу» перейшов півзахисник італійського «Мілана» і збірної Бразилії Кака за 68 млн євро. Він підписав шестирічний контракт із клубом і став першим зоряним новачком після повернення Переса. Потім був підписаний контракт з найкращим гравцем світу 2008 року Кріштіану Роналду, який давно мріяв одягти майку «вершкових». За португальця «Реал» виклав 80 мільйонів фунтів стерлінгів (93,4 мільйона євро). 25 червня «Реал» підписав 23-річного Рауля Альбіоля з «Валенсії», сума трансферу Альбіоля 15 мільйонів євро. 1 липня 2009 року «Ліон» офіційно підтвердив перехід Каріма Бензема в «Реал». Сума трансферу склала 35 мільйонів євро. У стан «Реала» повернулися хавбек Естебан Гранеро і правий захисник Альваро Арбелоа з «Ліверпуля». Сума трансферу Арбелоа склала 4 млн євро, контракт підписаний на 5 років. Пару Арбелоа склав Хабі Алонсо, також перейшов з «Ліверпуля» 5 серпня. Алонсо був оцінений в 30 млн фунтів стерлінгів.
Попри солідні придбання, команді так і не вдалося завоювати хоча б один трофей за сезон. У чемпіонаті Іспанії «Реал» посів підсумкове друге місце, поступившись «Барселоні», при цьому програвши в обох очних зустрічах. Клуб знову невдало виступив у Лізі Чемпіонів, шостого разу поспіль не зумівши подолати стадію 1/8 фіналу. А в Кубку Іспанії команда вибула з боротьби вже на першому етапі в протистоянні з командою з третього іспанського дивізіону «Алькоркон». За підсумками сезону головний тренер Мануель Пеллегріні був звільнений з поста за незадовільні результати. Після нетривалих переговорів головним тренером «Реала» призначений португалець Жозе Моурінью, який з італійським «Інтером» оформив требл.
Влітку не обійшлося без звичної трансферної активності клубу, хоча і не з таким розмахом, як роком раніше. На придбання було витрачено понад 70 млн євро, а команду поповнили досвідчений португальський захисник Рікарду Карвалью, молоді іспанські півзахисники Педро Леон і Серхіо Каналес, представники нового покоління німецького футболу Самі Хедіра і Месут Езіл, а також перспективний аргентинський крайній нападник Анхель Ді Марія.
Сезон 2010—11 «Реал» почав досить успішно, але в підсумку став другим. Набагато успішніше справи йшли в Кубку Іспанії. Команда впевнено дійшла до фіналу, де на них чекала все та ж «Барселона». «Реал» в непростому для обох команд матчі зумів перемогти: гол Кріштіану Роналду, забитий у додатковий час, приніс команді довгоочікуваний трофей. У Лізі чемпіонів «Реал» дійшов до півфіналу, де в напруженому, дуже непростому і неоднозначному для суддівства протистоянні, за сумою двох матчів поступився «Барселоні».
Влітку 2011 року клуб продовжив зміцнювати склад. Були придбані півзахисники Нурі Шахін і Хаміт Алтинтоп, нападник Хосе Кальєхон, а також захисники Рафаель Варан і Фабіу Коентрау. Крім того, 22 червня клуб офіційно оголосив про розширення повноважень головного тренера команди Жозе Моурінью, якій отримав функції спортивного менеджера. Таким чином, «Реал Мадрид» здійснив перехід до «англійської» моделі управління командою.
У 2011 році «Реал» опинився на другій сходинці рейтингу найдорожчих футбольних клубів світу журналу Forbes. Вартість «Королівського клубу» підскочила з 1,3 млрд доларів до 1,5 млрд.
Мадридський «Реал» в сезоні 2011/12 встановив новий рекорд Прімери, набравши за один сезон 100 очок. «Королівський клуб» перевершив досягнення «Барселони», яка в чемпіонаті 2009/10 досягла позначки в 99 балів. Крім того, «Реал» став першою командою, якій за один сезон вдалося перемогти в 32 зустрічах, при цьому «Реал» встановив рекорд за кількістю забитих голів за сезон, підопічні Моурінью забили 121 гол в чемпіонаті Іспанії.
Влітку 2012 року був куплений півзахисник Тоттенгема Лука Модрич і взятий в оренду півзахисник Челсі Майкл Ессьєн. Але з клубу пішов цілий ряд півзахисників: Фернандо Гаго перейшов до Валенсії, Серхіо Каналес також перейшов до Валенсії, Хаміт Алтинтоп перейшов у Галатасарай, Естебан Гранеро перейшов в Квінз Парк Рейнджерс, Лассана Діарра перейшов в Анжі, Нурі Шахін на правах оренди перейшов до Ліверпуля, а взимку 2012 повернувся в Боруссію. Також влітку клуб покинули захисник Даніель Карвахаль, який перейшов в Баєр 04 і захисник Ройстон Дренте, який перейшов в «Аланію». Взимку в клуб повернувся воротар Дієго Лопес, який перед цим виступав у «Вільярреалі» та «Севільї».
Сезон 2012/2013 «Реал Мадрид» почав з перемоги над «Барселоною» в Суперкубку Іспанії (4:4 за сумою двох матчів). У Примері «Реал» посів друге місце. У Кубку Іспанії «Реал» дійшов до фіналу, попутно вибивши з турніру «Барселону», але у фіналі поступився «Атлетіко» (1:2). У лізі чемпіонів «Реал» закінчив виступи в півфіналі турніру, поступившись дортмундській «Боруссії» (3:4 за сумою двох матчів).
20 травня стало відомо, що Жозе Моурінью покине клуб. 2 червня Флорентіно Перес був переобраний президентом «Реала». 27 червня Карло Анчелотті став новим головним тренером команди. Помічниками головного тренера було призначено француза Зінедіна Зідана та англійця Пола Клемента.
Влітку 2013 року був куплений ряд півзахисників: вінгер «Тоттенгема» Гарет Бейл, опорник «Сан-Паулу» Каземіро, хавбек «Реал Сосьєдаду» Асьєр Ільярраменді і півзахисник «Малаги» Іско. Так само після сезону в «Баєрі» до клубу повернувся Даніель Карвахаль. Із Реал Мадрид Кастілья до клубу прийшли: російський півзахисник Денис Черишев та іспанський нападник Хесе Родрігес. Однак клуб покинули такі гравці: в «Наполі» перейшли нападник Гонсало Ігуаїн, захисник Рауль Альбіоль, нападник Хосе Кальєхон; півзахисник Месут Езіл перейшов в «Арсенал», півзахисник Кака — в «Мілан», півзахисник Педро Леон став гравцем «Хетафе». На правах вільного агента клуб покинули Рікарду Карвалью, який став гравцем «Монако» і Антоніо Адан. Майкл Есьєн повернувся в «Челсі», а на початку вересня Денис Черишев на правах оренди став гравцем «Вільяреала».
16 квітня 2014 року «Реал» виграв Кубок Іспанії, обігравши в фіналі «Барселону» з рахунком 2: 1. Вирішальний гол забив Гарет Бейл.
24 травня 2014 року «вершкові» виграли десятий Кубок чемпіонів, вигравши фінал у мадридського «Атлетіко» з рахунком 4:1. 12 серпня 2014 року клуб виграв Суперкубок УЄФА. 20 грудня «вершкові» виграли Клубний чемпіонат світу, у фіналі здобувши перемогу над аргентинським «Сан-Лоренсо».
20 травня 2016 року «Реал» та «Атлетіко» вдруге за два роки зустрілися у фіналі Ліги чемпіонів, але цього разу долю матчу на міланському «Сан-Сіро» вирішила серія пенальті. У ній влучнішими були «вершкові», які перемогли з рахунком 5:3 та водинадцяте стали володарями Кубка європейських чемпіонів.
У сезоні 2016/2017 «Реал» всьоме вийшов до півфіналу Ліги чемпіонів, тим самим побивши рекорд «Барселони», після чого футболісти клубу вдванадцяте стали переможцями турніру, перегравши в фіналі у Кардіффі туринський «Ювентус» з рахунком 4:1.
26 травня 2018 року «вершкові» встановили абсолютний рекорд Ліги чемпіонів здобувши цей трофей втринадцяте, перегравши на стадіоні НСК «Олімпійський» у Києві англійський «Ліверпуль» у фінальному матчі з рахунком 3:1.
Зінедін Зідан вдруге покинув клуб 27 травня 2021 року. Його позицію на сезон 2021-22 зайняв Карло Анчелотті. У внутрішніх турнірах «Реал» виграв два трофеї з трьох доступних — чемпіонат Іспанії та суперкубок Іспанії. Таким чином Анчелотті виграв всі доступні топ-трофеї з «Реалом». У Лізі чемпіонів «Реал» провів одну з найнеймовірніших кампаній за всю історію турніру. Клуб переміг «Парі Сен-Жермен», які вважались фаворитами турніру до його початку, торішніх тріумфаторів «Челсі», чемпіонів англійської Прем'єр-Ліги «Манчестер Сіті» та «Ліверпуль» у фіналі у Парижі. Гол Вінісіуса був єдиним у фіналі, завдяки чому «лос бланкос» виграли трофей в рекордний 14-ий раз, вп'яте за останні 9 років та вдруге з Карлом Анчелотті на чолі клубу.

## Досягнення
Найкращий футбольний клуб 20 століття за версією ФІФА
Чемпіонат Іспанії:
- Чемпіон (36): 1932, 1933, 1954, 1955, 1957, 1958, 1961, 1962, 1963, 1964, 1965, 1967, 1968, 1969, 1972, 1975, 1976, 1978, 1979, 1980, 1986, 1987, 1988, 1989, 1990, 1995, 1997, 2001, 2003, 2007, 2008, 2012, 2017, 2020, 2022, 2024
- Віцечемпіон (26): 1929, 1934, 1935, 1936, 1942, 1945, 1959, 1960, 1966, 1981, 1983, 1984, 1992, 1993, 1999, 2005, 2006, 2009, 2010, 2011, 2013, 2015, 2016, 2021, 2023, 2025

Кубок Іспанії:
- Володар (20): 1905, 1906, 1907, 1908, 1917, 1934, 1936, 1946, 1947, 1962, 1970, 1974, 1975, 1980, 1982, 1989, 1993, 2011, 2014, 2023
- Фіналіст (21): 1903, 1916, 1918, 1924, 1929, 1930, 1933, 1940, 1943, 1958, 1960, 1961, 1968, 1979, 1983, 1990, 1992, 2002, 2004, 2013, 2025

- Суперкубок Іспанії (13) : 1988, 1989, 1990, 1993, 1997, 2001, 2003, 2008, 2012, 2017, 2019, 2021, 2023

- Кубок Еви Дуарте (1): 1947

- Кубок ліги (1): 1985

- Трофей Манкомунадо (Регіональна першість) (23): 1904, 1905, 1906, 1907, 1908, 1913, 1916, 1917, 1918, 1920, 1922, 1923, 1924, 1926, 1927, 1929, 1930, 1931, 1932, 1933, 1934, 1935, 1936

- Кубок європейських чемпіонів/Ліга чемпіонів УЄФА (15): 1956, 1957, 1958, 1959, 1960, 1966, 1998, 2000, 2002, 2014, 2016, 2017, 2018, 2022, 2024

- Кубок УЄФА/Ліга Європи УЄФА (2): 1985, 1986

- Суперкубок УЄФА (6): 2002, 2014, 2016, 2017, 2022, 2024

- Малий клубний кубок світу (2): 1952, 1956

- Латинський кубок (2): 1955, 1957

- Міжконтинентальний кубок (3): 1960, 1998, 2002

- Клубний чемпіон світу (5): 2014, 2016, 2017, 2018, 2022

- Міжнародний кубок чемпіонів: 2013, 2015 (Австралія), 2015 (Китай)

- Міжконтинентальний кубок ФІФА: 2024

## Статистика, рекорди
Мадридський «Реал» є найкращим футбольним клубом 20 століття за версією ФІФА.

### Ліга чемпіонів УЄФА
Виграв найбільшу кількість турнірів Кубку та Ліги чемпіонів УЄФА — 15.
Бувши найтитулованішим клубом Ліги чемпіонів УЄФА, «Реал» пропустив найшвидший гол в історії цього турніру. Це відбулося через 10,12 секунди 1/8 фіналу Ліги чемпіонів 2006—2007 у матчі проти мюнхенської «Баварії». «Реал» почав з центру поля, Фернандо Гаго зробив пас на Роберто Карлоса. Бразилець невдало прийняв передачу, м'яч дістався баварцю Хасану Саліхаміджичу, той відпасував на Роя Макая, який переправив м'яч в сітку воріт «Реала».
У розіграші Ліги чемпіонів 2021—2022 мадридський «Реал» став першим клубом в історії цього турніру, який забив у ньому 1000 голів.

### Прімера Дивізіон
Найбільше вигравав Прімеру — 36 разів. У найближчого переслідувача «Барселони» — 27 чемпіонських титулів.

## Відомі гравці
| - Педро Парахес (1902—1909) - Сотеро Арангурен (1911—1918) - Еулоджіо Арангурен (1911—1921) - Сантьяго Бернабеу (1911—1928) - Альберто Мачімбаррена (1913—1918) - Рене Петі (1914—1917) - Хуан Монхардін (1919—1929) - Фелікс Перес (1921—1928) - Фелікс Кесада (1922—1936) - Хосе Марія Пенья (1926—1932) - Гаспар Рубіо (1928—1930) - Хайме Ласкано (1928—1934) - Рікардо Самора (1930—1936) - Сіріако Еррасті (1931—1936) - Луїс Регейро (1931—1936) - Хасінто Кінкосес (1931—1942) - Сімон Лекуе (1935—1942) - Чус Алонсо (1935—1948) - Хуан Антоніо Іпінья (1939—1949) - Сабіно Барінага (1940—1950) - Пепе Корона (1943—1948) - Луїс Моловни (1946—1957) - Паїньйо (1948—1953) - Мігель Муньйос (1948—1958) - Хуакін Наварро Перона (1949—1957) - Хосе Марія Саррага (1949—1962) - Хуан Алонсо (1949—1961) - Хуакін Оліва (1950—1957) - Роке Ольсен (1951—1957) - Хосе Іглесіас Фернандес (1951—1959) - Рафаель Лесмес (1952—1960) - Енріке Матеос (1953—1961) - Альфредо Ді Стефано (1953—1964) - Франсіско Хенто (1953—1971) - Анхель Атієнза (1954—1960) - Ектор Ріаль (1954—1961) - Маркітос (1954—1962) - Хуан Сантістебан (1954—1964) - Рамон Марсаль (1955—1961) - Раймон Копа (1956—1959) - Антоніо Руїс (1956—1962) - Рохеліо Домінгес (1957—1962) - Хосе Сантамарія (1957—1966) - Ференц Пушкаш (1958—1967) - Мануель Веласкес (1958—1977) - Хосе Марія Відаль (1959—1963) - Пачін (1959—1968) - Мануель Буено (1959—1971) - Рамон Гроссо (1959—1976) - Луїс дель Соль (1960—1962) - Хосе Вісенте Трайн (1960—1964) - Педро Касадо (1960—1966) - Хосе Аракістайн (1961—1968) - Фелікс Руїс (1961—1969) - Антоніо Бетанкорт (1961—1971) - Вісенте М'єра (1961—1969) - Еварісто де Маседо (1962—1965) - Ігнасіо Соко (1962—1974) - Амансіо Амаро (1962—1976) - Фернандо Серена (1963—1968) - Мануель Санчіс Мартінес (1964—1971) - Педро де Філіпе (1964—1972) - Хосе Луїс (1964—1976) - Піррі (1964—1980) | - Антоніо Калпе (1965—1971) - Маріано Гарсія Ремон (1966—1986) - Мігель Анхель Гонсалес Суарес (1967—1986) - Вісенте дель Боске (1968—1984) - Грегоріо Беніто (1969—1982) - Франсіско Агілар (1971—1979) - Карлос Алонсо Гонсалес (1971—1988) - Рікардо Гальєго (1973—1989) - Хосе Антоніо Камачо (1973—1989) - Гюнтер Нетцер (1974—1976) - Пауль Брайтнер (1974—1977) - Агустін Родрігес (1975—1990) - Ісідоро Сан-Хосе (1976—1986) - Улі Штіліке (1977—1985) - Хуан Гомес Гонсалес (1977—1987) - Лорі Каннінгем (1979—1982) - Еміліо Бутрагеньйо (1982—1995) - Мічел (1982—1996) - Чендо (1982—1998) - Рафаель Мартін Васкес (1983—1990) - Мануель Санчіс Онтіюело (1983—2001) - Хорхе Вальдано (1984—1987) - Антоніо Маседа (1985—1989) - Рафаель Гордільйо (1985—1992) - Уго Санчес (1985—1992) - Франсіско Буйо (1986—1997) - Фернандо Єрро (1989—2003) - Іван Саморано (1992—1996) - Рауль Гонсалес (1992—2010) - Мікаель Лаудруп (1994—1996) - Хосе Еміліо Амавіска (1994—1998) - Фернандо Редондо (1994—2000) - Гуті (1995—2010) - Кларенс Зеєдорф (1996—1999) - Предраг Міятович (1996—1999) - Давор Шукер (1996—1999) - Бодо Іллгнер (1996—2001) - Роберто Карлос (1996—2007) - Крістіан Пануччі (1997—1999) - Айтор Каранка (1997—2002) - Савіо (1997—2002) - Фернандо Мор'єнтес (1997—2005) - Крістіан Карамбе (1998—2000) - Іван Кампо (1998—2002) - Ніколя Анелька (1999—2000) - Стів Макманаман (1999—2003) - Іван Ельгера (1999—2007) - Мічель Сальгадо (1999—2009) - Ікер Касільяс (1999—2015) - Клод Макелеле (2000—2004) - Сантьяго Соларі (2000—2005) - Луїш Фігу (2000—2005) - Зінедін Зідан (2001—2006) - Роналду (2002—2007) - Девід Бекхем (2003—2007) - Майкл Оуен (2004—2005) - Фабіо Каннаваро (2006—2009) - Руд ван Ністелрой (2006—2010) - Кака (2009—2013) - Хабі Алонсо (2009—2014) - Кріштіану Роналду (2009—2018) - Марсело (2007—2022) - Каземіро (2013—2022) - Тоні Кроос (2014—2024) - Кіліан Мбаппе (2024— |

## Усі тренери клубу
- Артур Джонсон (1910—1920)
- Хуан де Карсер (1920—1926)
- Сантьяго Бернабеу (1926—1927)
- Педро Льоренте (1926—1927)
- Хосе Берраондо (1927—1929)
- Хосе Кіранте (1929—1930)
- Ліппо Гертцка (1930—1932)
- Роберт Ферт (1932—1934)
- Франсіско Бру (1934—1941)
- Хуан Армет (1941—1943)
- Рамон Енсінас (1943—1945)
- Хасінто Кінкосес (1945—1946)
- Бальтасар Альбеніс (1946—1947)
- Хасінто Кінкосес (1947—1948)
- Майкл Кіпінг (1948—1950)
- Бальтасар Альбеніс (1950—1951)
- Ектор Скароне (1951—1952)
- Хуан Антоніо Іпінья (1952—1953)
- Енріке Фернандес (1953—1954)
- Хосе Вільялонга (1954—1957)
- Луїс Карнілья (1957—1959)
- Мігель Муньйос (1959)
- Луїс Карнілья (1959)
- Мануель Флейтас (1959—1960)
- Мігель Муньйос (1960—1974)
- Луїс Моловни (1974)
- Милян Милянич (1974—1977)
- Луїс Моловни (1977—1979)
- Вуядин Бошков (1979—1982)
- Луїс Моловни (1982)
- Альфредо Ді Стефано (1982—1984)
- Амансіо Амаро (1984—1985)
- Луїс Моловни (1985—1986)
- Лео Бенгаккер (1986—1989)
- Джон Тошак (1989—1990)
- Альфредо Ді Стефано (1990-91)
- Радомир Антич (1991—1992)
- Лео Бенгаккер (1992)
- Беніто Флоро (1992—1994)
- Вісенте дель Боске (1994)
- Хорхе Вальдано (1994—1996)
- Вісенте дель Боске (1996)
- Іглесіас (1996)
- Фабіо Капелло (1996—1997)
- Юпп Гайнкес (1997—1998)
- Гус Гіддінк (1998—1999)
- Джон Тошак (1999)
- Вісенте дель Боске (1999—2003)
- Карлуш Кейрош (2003—2004)
- Хосе Антоніо Камачо (2004)
- Маріано Гарсія Ремон (2004)
- Вандерлей Лушембурго (2004—2005)
- Хуан Рамон Лопес Каро (2005—2006)
- Фабіо Капелло (2006—2007)
- Бернд Шустер (2007—2008)
- Хуанде Рамос (2008—2009)
- Мануель Пеллегріні (2009—2010)
- Жозе Моурінью (2010—2013)
- Карло Анчелотті (2013—2015)
- Рафаель Бенітес (2015—2016)
- Зінедін Зідан (2016—2018)
- Юлен Лопетегі (2018)
- Сантьяго Соларі (2018—2019)
- Зінедін Зідан (2019—2021)
- Карло Анчелотті (2021—2025)
- Хабі Алонсо (2025—)

## Склад команди
Станом на 9 серпня 2025
| №  | Поз. | Нац.     | Гравець                                 |
| -- | ---- | -------- | --------------------------------------- |
| 1  | ВР   | Бельгія  | Тібо Куртуа (заступник капітана)        |
| 2  | ЗХ   | Іспанія  | Данієль Карвахаль (капітан команди)     |
| 3  | ЗХ   | Бразилія | Едер Мілітао                            |
| 4  | ЗХ   | Австрія  | Давід Алаба                             |
| 5  | ПЗ   | Англія   | Джуд Беллінгем                          |
| 6  | ПЗ   | Франція  | Едуарду Камавінга                       |
| 7  | НП   | Бразилія | Вінісіус Жуніор (заступник капітана)    |
| 8  | ПЗ   | Уругвай  | Федеріко Вальверде (заступник капітана) |
| 10 | НП   | Франція  | Кіліан Мбаппе                           |
| 12 | ЗХ   | Англія   | Трент Александер-Арнольд                |
| 11 | НП   | Бразилія | Родріго                                 |
| 13 | ВР   | Україна  | Андрій Лунін                            |
| 14 | ПЗ   | Франція  | Орельєн Чуамені                         |

| №  | Поз. | Нац.      | Гравець          |
| -- | ---- | --------- | ---------------- |
| 15 | ПЗ   | Туреччина | Арда Гюлер       |
| 9  | НП   | Бразилія  | Ендрік           |
| 18 | ЗХ   | Іспанія   | Альваро Каррерас |
| 24 | ЗХ   | Іспанія   | Дін Гейсен       |
| 19 | ПЗ   | Іспанія   | Дані Себальйос   |
| 20 | ЗХ   | Іспанія   | Фран Гарсія      |
| 21 | НП   | Марокко   | Брахім Діас      |
| 22 | ЗХ   | Німеччина | Антоніо Рюдігер  |
| 23 | ЗХ   | Франція   | Ферлан Менді     |
| 26 | ВР   | Іспанія   | Фран Гонсалес    |
| 34 | ВР   | Іспанія   | Серхіо Местре    |
| 16 | НП   | Іспанія   | Гонсало Гарсія   |
| 17 | ЗХ   | Іспанія   | Рауль Асенсіо    |

## Форма й спонсори

### Спонсори
| Роки      | Титульні спонсори |
| 1982—1985 | Zanussi           |
| 1985—1989 | Parmalat          |
| 1989—1990 | Reny Picot        |
| 1990—1992 | Otaysa            |
| 1992—2001 | Teka              |
| 2003—2005 | Siemens Mobile    |
| 2005—2006 | Siemens           |
| 2006—2007 | Benq Siemens      |
| 2007—2013 | bwin.com          |
| 2013—     | Emirates          |